# Stanley Dural
Stanley Dural, más conocido como Buckwheat Zydeco (Lafayette, Luisiana, 14 de noviembre de 1947 - Lafayette, Luisiana, 24 de septiembre de 2016), fue un acordeonista, pianista, cantante y productor de zydeco.
Mantuvo una carrera, como músico de zydeco, plagada de éxitos, junto a su banda, Ils Sont Partis, y apoyando a jóvenes artistas como Nathan Williams. También desarrolló una carrera paralela como pianista de figuras como Clarence Gatemouth Brown, Little Richard o el propio Clifton Chenier. Grabó una gran cantidad de discos, especialmente para los sellos Rounder Records y Black Top.
Su estilo tenía claras influencias del soul, y se caracteriza por la recuperación de viejas canciones cajún, combinadas con temas funk.